# Косенчук, Пётр Яковлевич
Пётр Яковлевич Косенчук  (12 апреля 1902 года, деревня Буда Волчковская, ныне Полесского района Киевской области Украина — 20 января 1945 года, деревня Равы, ныне гмина Сыпнево, Остроленкского повята, Мазовецкого воеводства, Польша) — участник Советско-финской и Великой Отечественной войны, полный кавалер ордена Славы, сержант, командир отделения саперного взвода 718-го стрелкового полка 139-й стрелковой Рославльской Краснознамённой ордена Суворова дивизии 49-й армии 2-го Белорусского фронта.

## Биография
Родился 29 марта (12 апреля) 1902 года в деревне Буда Волчковская, ныне Полесского района Киевской области Украина(согласно документам безвозвратных потерь родился в деревне Павловка Чаусского района Могилевской области Белоруссии) в крестьянской семье. Белорус. Образование неполное среднее.
Трудился в совхозе «Ялово» Чаусского района Могилёвской области Белоруссии.
В Красной армии в 1939—1940 годах. Участник советско-финской войны.
С началом Великой Отечественной войны эвакуирован на Урал.
В Красную Армию призван в декабре 1941 года Первоуральским горвоенкоматом города Первоуральска Свердловской области.
В боях Великой Отечественной войны с октября 1942 года. Воевал на Западном и 2-м Белорусском фронтах. Рядовой сапёрного взвода 718-го стрелкового полка 139-й стрелковой дивизии.
20 марта 1943 года за боевые отличия был награждён орденом Красной Звезды
25 августа 1943 года за боевые отличия был награждён орденом Отечественной войны 2-й степени
20 февраля 1944 года красноармеец Косенчук в составе группы разведчиков под огнём неприятеля проделал проход в минных полях и проволочном заграждении в районе города Могилёва.
Приказом по 139-й стрелковой дивизии от 7 марта 1944 года за мужество и отвагу проявленные в боях красноармеец Косенчук награждён орденом Славы 3-й степени.
24 июня 1944 года командир отделения сапёрного взвода 139-го стрелкового полка младший сержант Пётр Косенчук с воинами-сапёрами вверенного ему подразделения проделал для советских разведчиков три прохода в минных полях и проволочных заграждениях противника у города Могилёва.
Приказом по 50-й армии от 30 августа 1944 года за мужество и отвагу проявленные в боях младший сержант Косенчук награждён орденом Славы 2-й степени.
В 1944 году становится кандидатом в члены ВКП(б).
21 января 1945 года командир сапёрного отделения 718-го стрелкового полка (139-я стрелковая дивизия, 49-я армия, 2-й Белорусский фронт) сержант Косенчук под вражеским артиллерийским огнём оборудовал с бойцами своего подразделения переправу для 718-го стрелкового полка в районе города Ортельсбург (ныне — польский город Щитно). В ходе боя сержант Косенчук П. Я. был тяжело ранен.
Скончался от ран 21 января 1945 года в 220-м Отдельном медико-санитарном батальоне 139-й стрелковой дивизии.
Похоронен у населенного пункта Равы (пол. Rawy), ныне гмина Сыпнево (пол. gmina Sypniewo)), Остроленкского повята, Мазовецкого воеводства, Польша.
Указом Президиума Верховного Совета СССР от 10 апреля 1945 года за образцовое выполнение заданий командования в боях с немецко-фашистскими захватчиками сержант Косенчук Пётр Яковлевич награждён орденом Славы 1-й степени, став полным кавалером ордена Славы.

## Награды
- орден Отечественной войны 2-й степени (25.08.1943)
- орден Красной Звезды (20.03.1943)
- орден Славы 1-й степени (10.04.1945) представлялся к ордену Красной Звезды
- орден Славы 2-й степени (30.08.1944)
- орден Славы 3-й степени (07.04.1944)